# Arcidosso
Arcidosso település Olaszországban, Toszkána régióban, Grosseto megyében. Lakosainak száma 4165 fő (2023. január 1.). Arcidosso Castel del Piano, Roccalbegna, Santa Fiora, Campagnatico és Cinigiano községekkel határos.

## Népesség
A település népessége az elmúlt években az alábbi módon változott:
| Lakosok száma | 4295 | 4315 | 4165 |
|               | 2017 | 2018 | 2023 |